# 菲利普·威廉·荣格

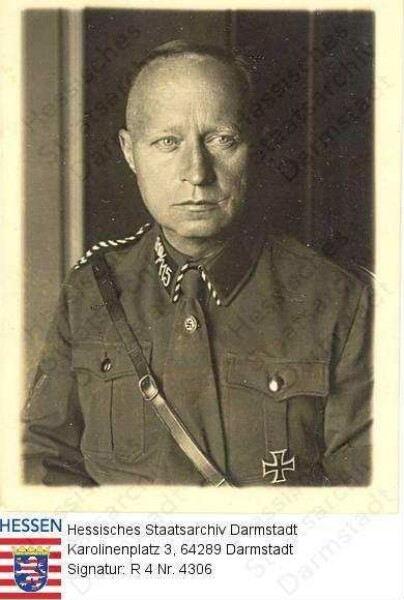
菲利普·威廉·荣格

菲利普·威廉·容格（Philipp Wilhelm Jung，1884年9月16日—1965年9月9日）是一个納粹德国政治人物。
容格于1927年加入冲锋队，1930年加入纳粹党。1933年纳粹掌权后，他出任黑森州议会议长。後來又出任美因茨临时市长。1933年9月至1935年3月间，容格出任黑森人民邦負責人。二战期间，容格出任维也纳市长。
1965年，容格在西德沃尔姆斯去世。